# Atzeneta del Maestrat
Atzeneta del Maestrat (spanisch Adzaneta) ist eine Gemeinde (municipio) in Ostspanien, nahe der Costa del Azahar, an der nördlichen Grenze der Provinz Castellón. Atzeneta del Maestrat hat 1.309 Einwohner (Stand: 2024). Zur Gemeinde gehören neben dem Hauptort Atzeneta die Ortschaften Cap de Terme, El Castell und Meanes.

## Lage
Atzeneta del Maestrat liegt etwa 48 Kilometer nordnordwestlich von Castellón de la Plana und etwa 78 Kilometer nördlich von Valencia in einer Höhe von ca. 400 m.

## Bevölkerungsentwicklung
| Jahr      | 1900 | 1950 | 1970 | 1981 | 1991 | 2001 | 2011 | 2021 |
| Einwohner | 2998 | 2948 | 2005 | 1811 | 1587 | 1395 | 1343 | 1292 |

## Sehenswürdigkeiten
- Burganlage von Atzeneta
- Bartholomäuskirche (Iglesia de San Bartolomé Apóstol)
- Marienkapelle von 1602
- Gregoriuskapelle von 1723
- Johanniskapelle von 1516 auf der alten Burganlage
- Rochuskapelle von 1775

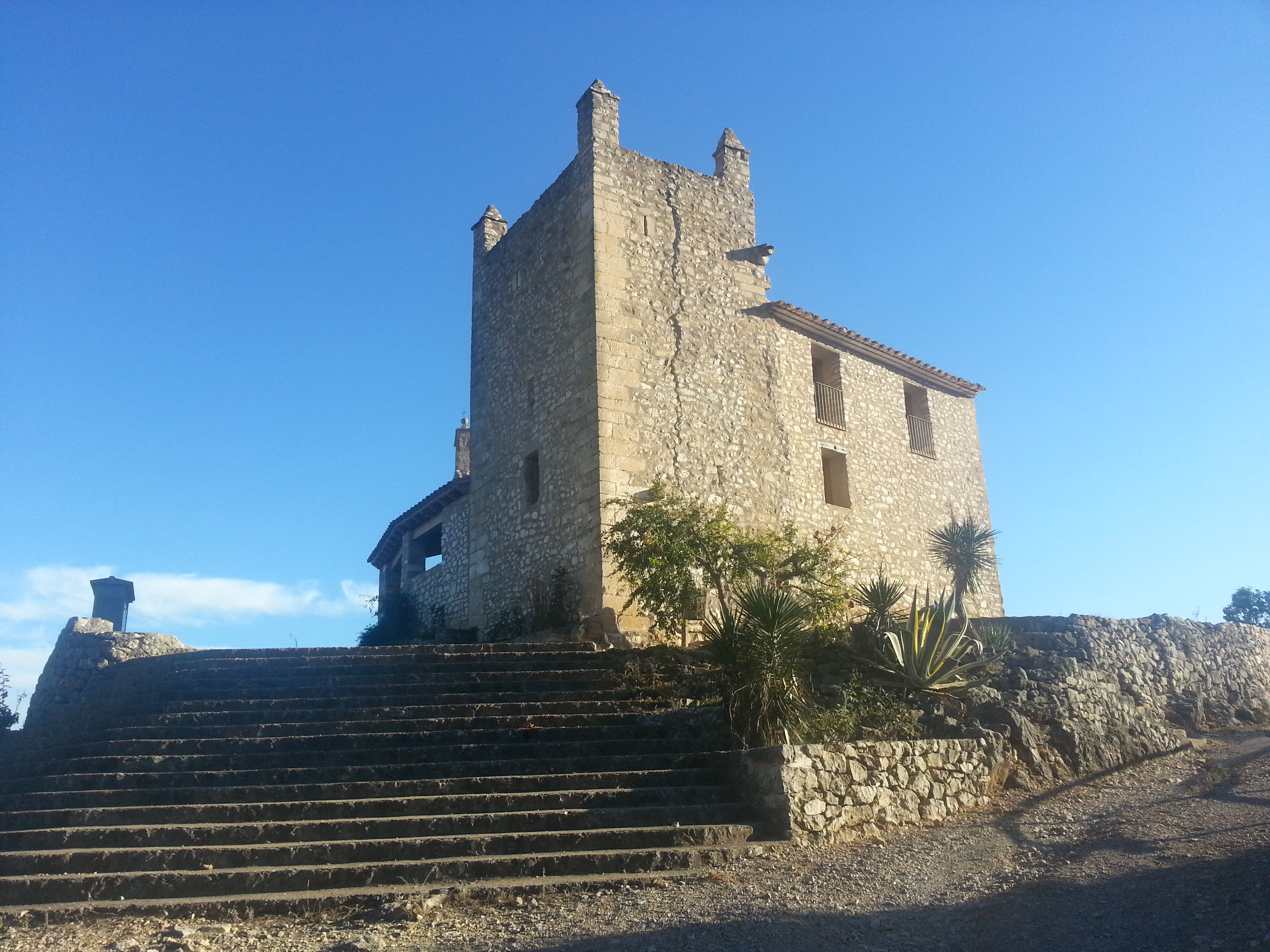
Reste der Burganlage
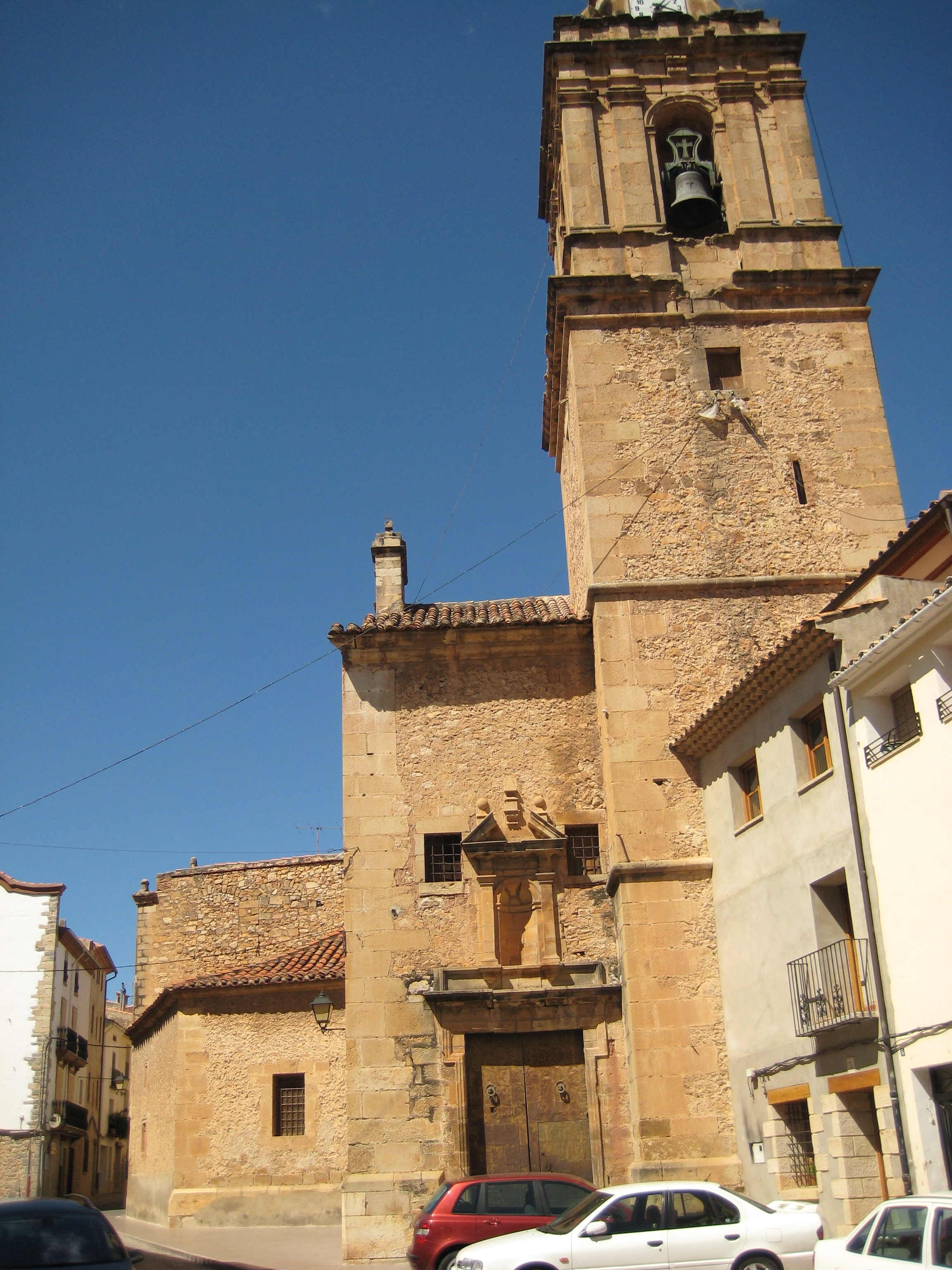
Bartholomäuskirche
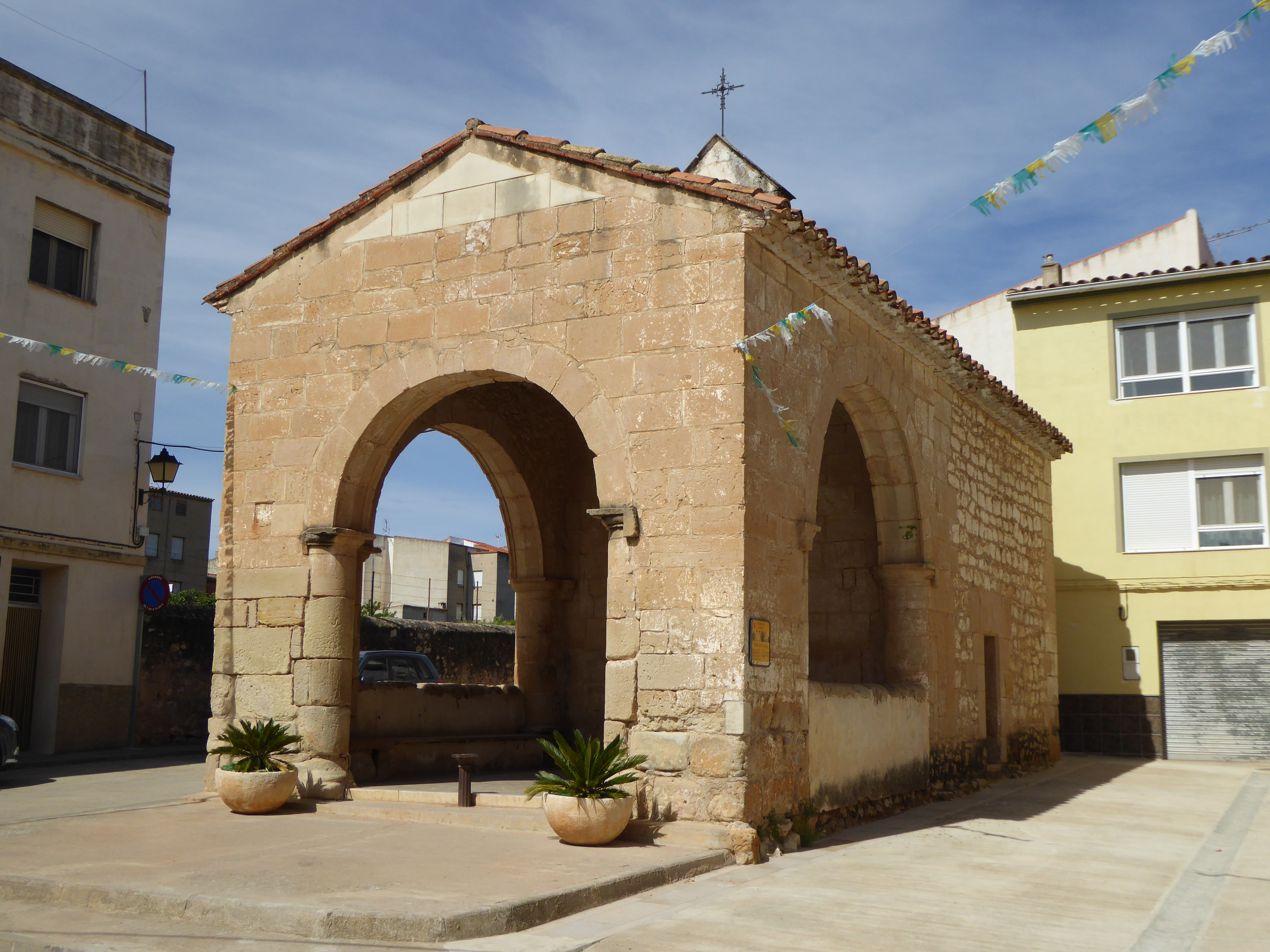
Marienkapelle
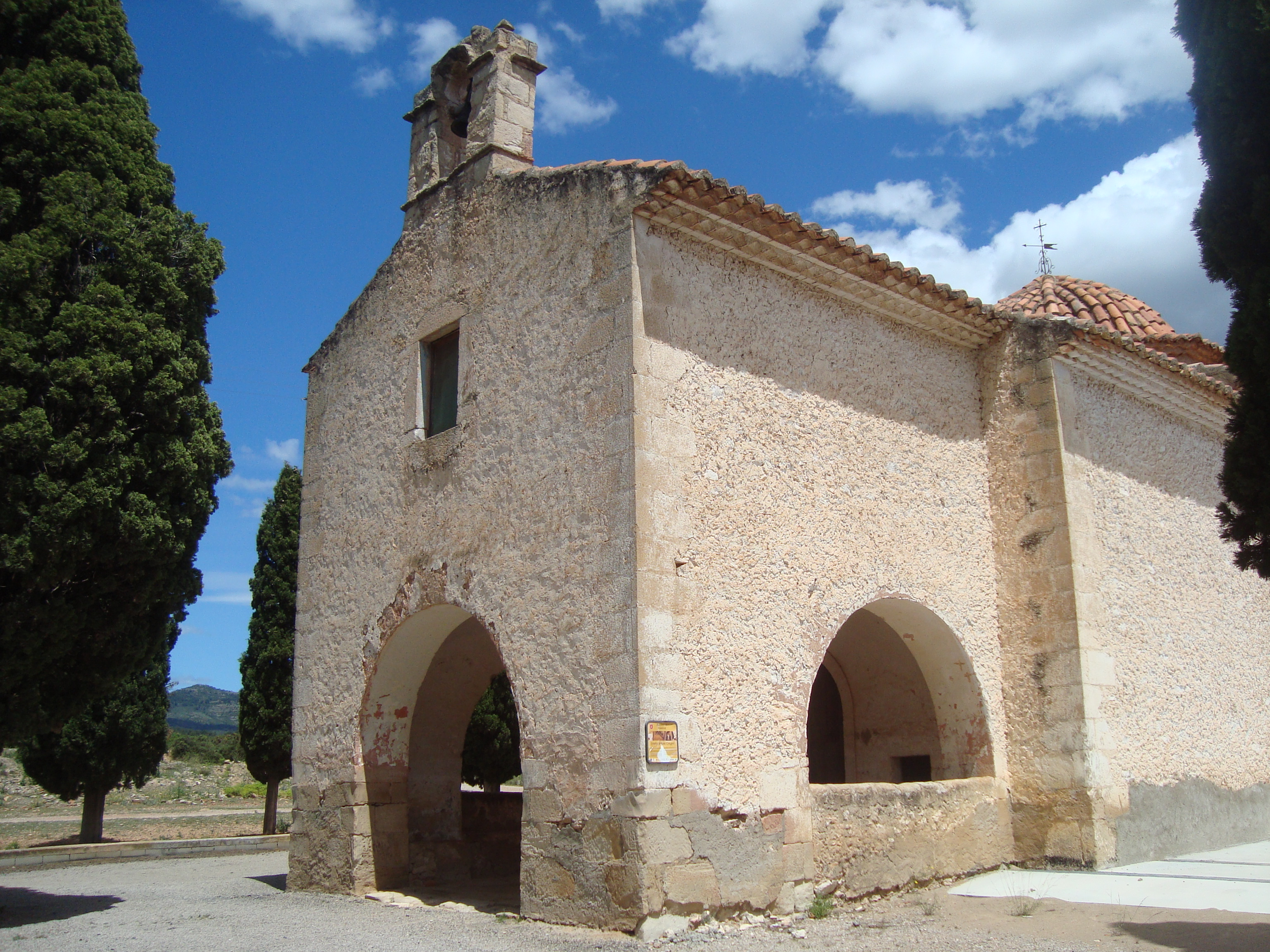
Gregoriuskapelle
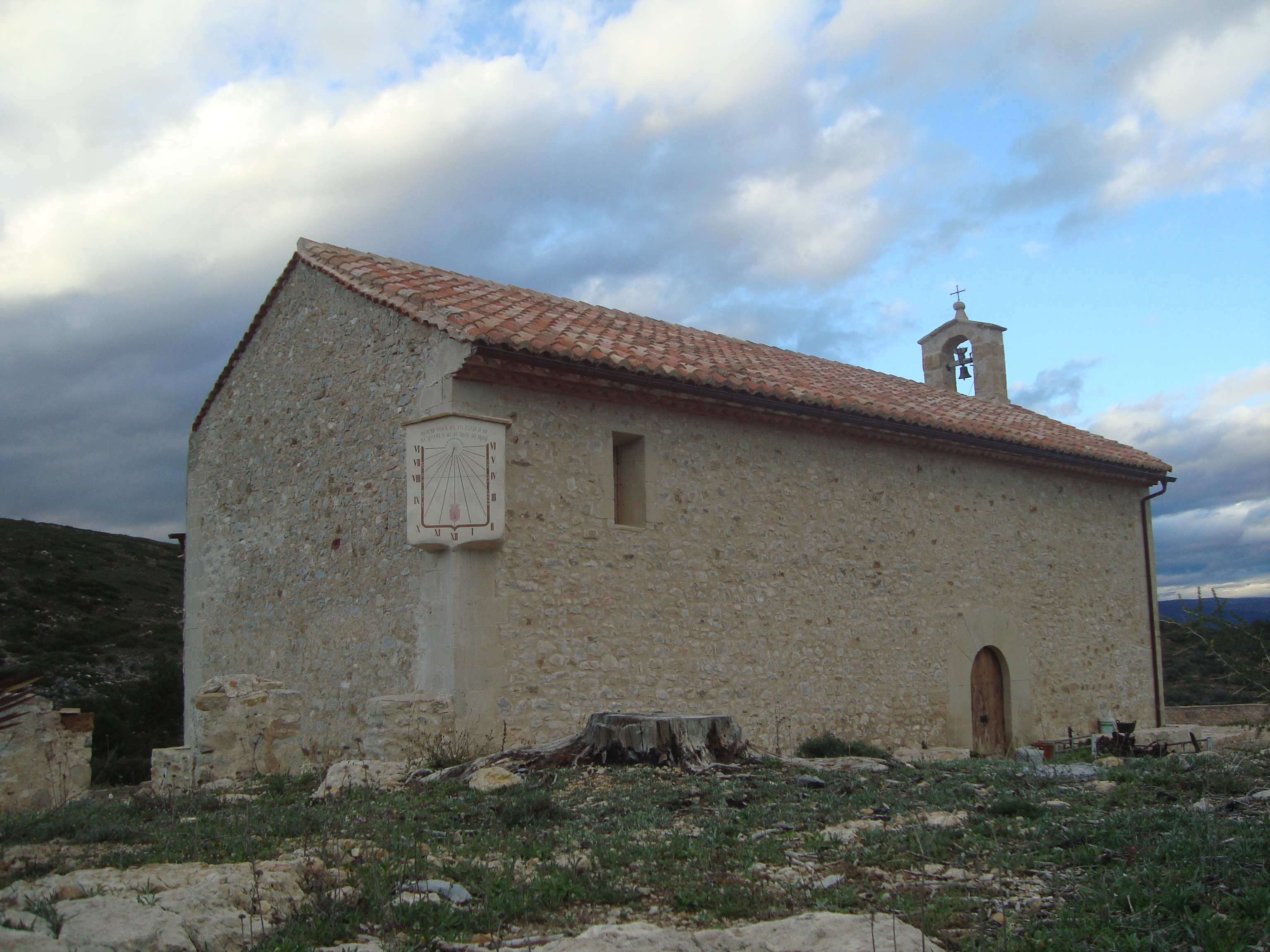
Johanniskapelle
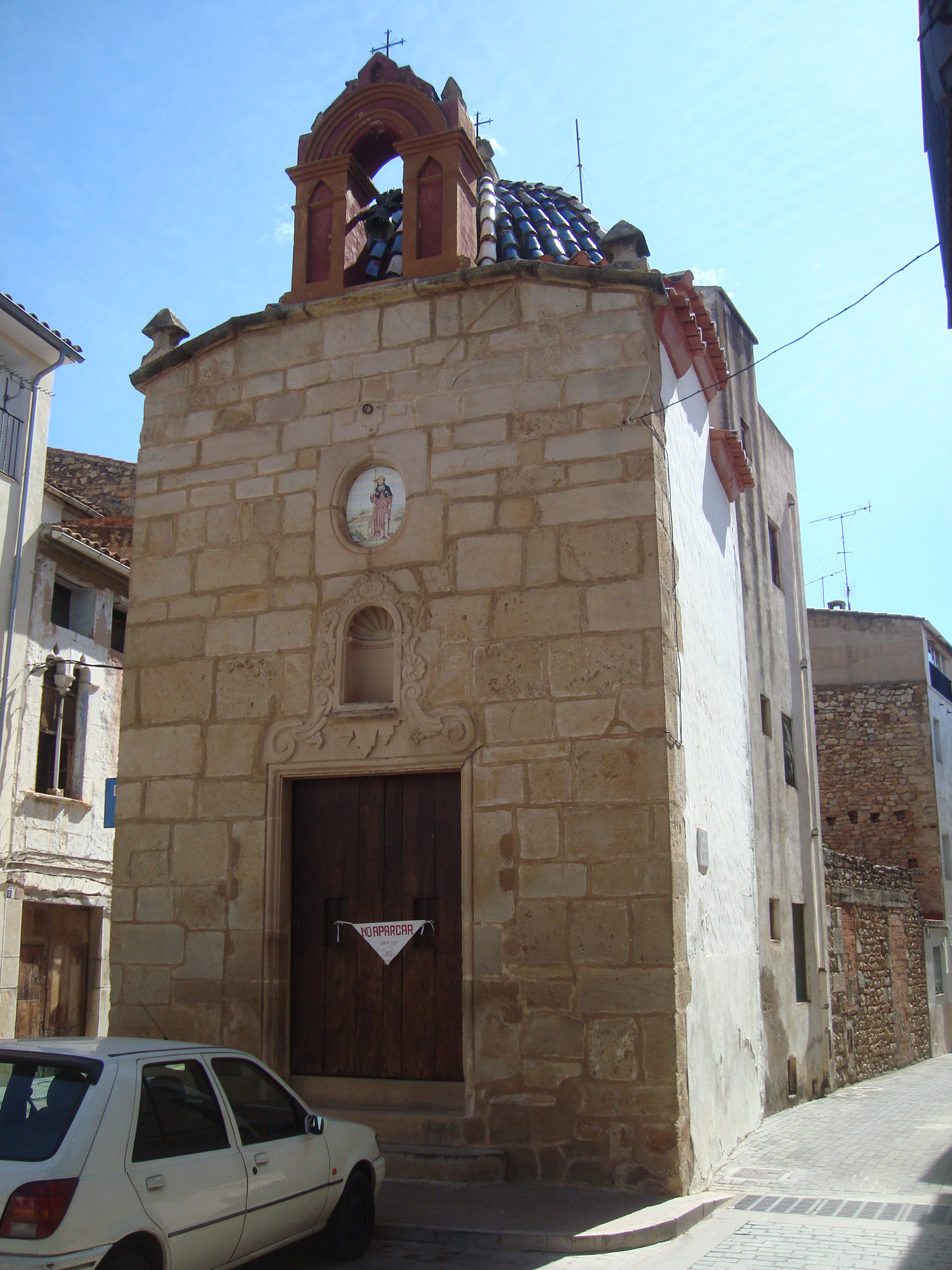
Rochuskapelle
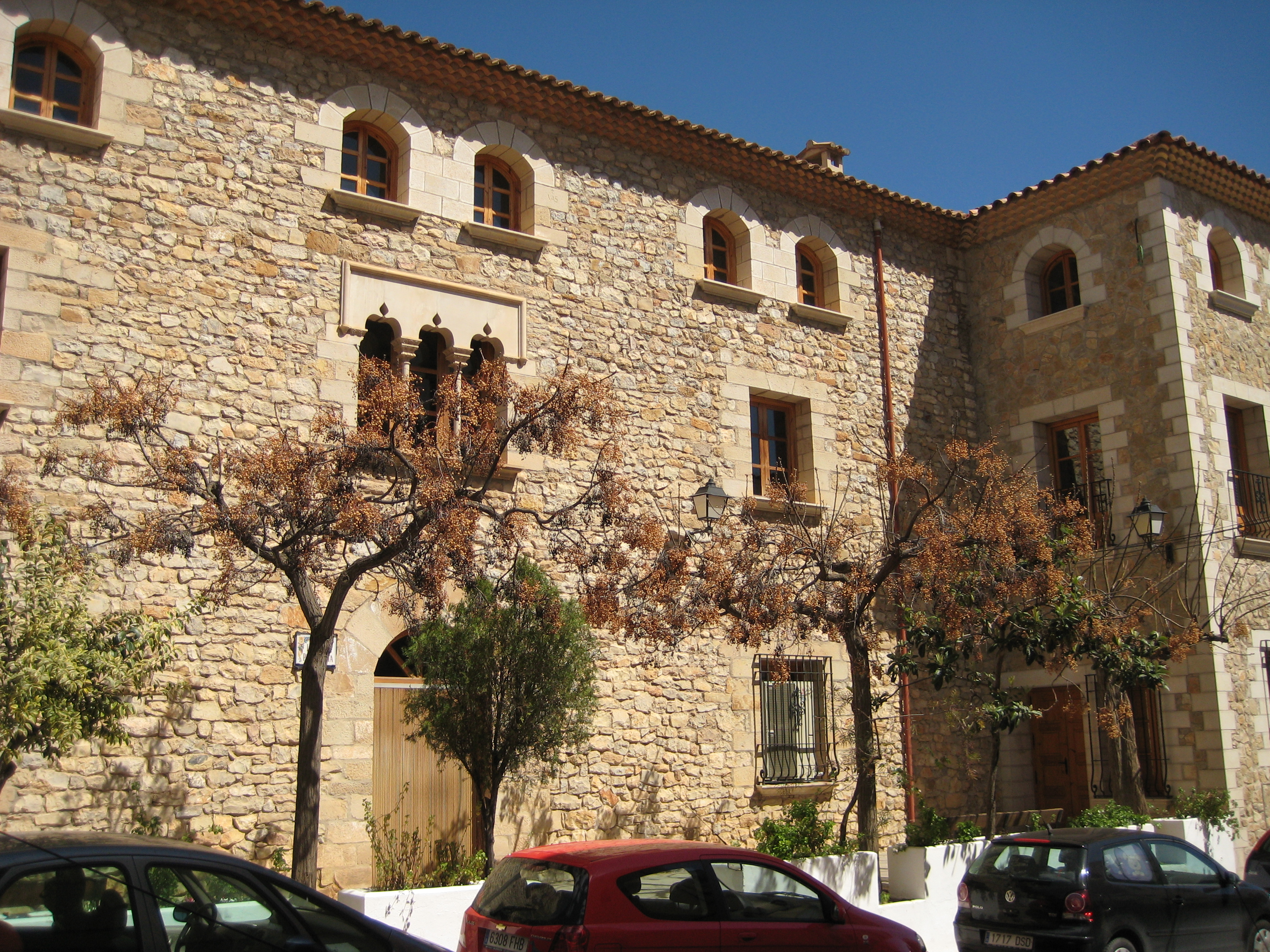
Rathaus